# Тёплый хлеб
«Тёплый хлеб» — советский мультипликационный фильм 1973 года. Философская сказка режиссёра Ирины Гурвич по мотивам сказки Константина Паустовского.

## Сюжет
Когда кавалеристы проходили через деревню Бережки, немецкий снаряд разорвался на околице и ранил вороного коня, и остался тот в Бережках. А потом и война кончилась полной победой Советского Союза. Старый мельник Панкрат вы́ходил раненого коня и с его помощью восстановил мельницу. Люди смогли смолоть зерно и из муки испечь хлеб. Жизнь в деревне стала налаживаться, но обидел коня мальчик Филька по прозвищу «Да ну тебя» — хлебом не поделился, да ещё на землю кусок хлеба швырнул. Вдруг наступил сильный мороз, всё покрылось льдом, даже мельничное колесо обледенело. И всем бы плохо было, если б Филька не догадался у коня прощения попросить и для примирения тёплого хлеба принести. Солнце засияло, и лёд стал таять.

## Создатели
| автор сценария            | В. Северьянова                                                           |
| режиссёр                  | Ирина Гурвич                                                             |
| художник-постановщик      | Генрих Уманский                                                          |
| композитор                | Борис Буевский                                                           |
| оператор                  | Анатолий Гаврилов                                                        |
| звукооператор             | Леонид Мороз                                                             |
| художники-мультипликаторы | Константин Чикин, Адольф Педан, С. Березовская, Марк Драйцун, Н. Бондарь |
| текст читают              | Людмила Козуб, Константин Степанков                                      |
| ассистенты                | О. Малова, В. Сабликов, О. Деряжная, Т. Фадеева                          |
| редактор                  | Андрей Топачевский                                                       |
| директор картины          | Иван Мазепа                                                              |

## Из воспоминаний режиссёра
- Фрагмент статьи Ирины Гурвич «Творческий поиск и национальные традиции» из книги-сборника «Мудрость вымысла» (стр. 72):В «Тёплом хлебе», поставленном по сказке К. Паустовского, преобладают, к примеру, коричневые тона. Драматургия цвета определяла здесь не только судьбу отдельного эпизода, но и судьбу всего фильма. Сначала художник намеревался решить основной эпизод в чёрном цвете. Но потом отказался: чёрное — цвет траура, печали, а ведь по сюжету война уже кончилась, и надо было найти другой цвет — эмоционально созвучный просветлённой атмосфере сказки. Поэтому мы остановились на коричневом. Художник Уманский тонко почувствовал и передал настроение в цвете. Когда мальчик Филька обидел коня, раненного на фронте, на землю опустились студёные холода. Цвет в фильме метафоричен, он выражает холод отчуждённости, окутавший героя. В финале картины Филька осознаёт свой проступок и гамма холодных цветов начинает постепенно теплеть, высветляться, вызывая ощущение наступающей весны — нравственного пробуждения героя и другое.

## Отзыв критика
Среди лучших мультфильмов «Киевнаучфильма» 60—70-х годов XX в.: «Сказание про Игорев поход», «Журавлик», «Тёплый хлеб», «Тигрёнок в чайнике», «Волшебник Ох», «Весёлый цыплёнок», «Мальчик и облачко», «Парасолька на охоте», «Человек и слово», «Как казаки невест выручали», «Салют», «Какого рожна хочется?», «Удивительный китёнок», «Колумб причаливает к берегу», «Как жёны мужей продавали».— Кино: Энциклопедический словарь / Под ред. С. И. Юткевича. — М.: Советская энциклопедия, 1987. — С. 436.

## Издания
- На DVD — сборник мультфильмов «Кто в лесу хозяин?».